# Liste der Comarcas im Baskenland
Dies sind die Comarcas in der Autonomen Gemeinschaft Baskenland, Spanien.

## Provinz Álava

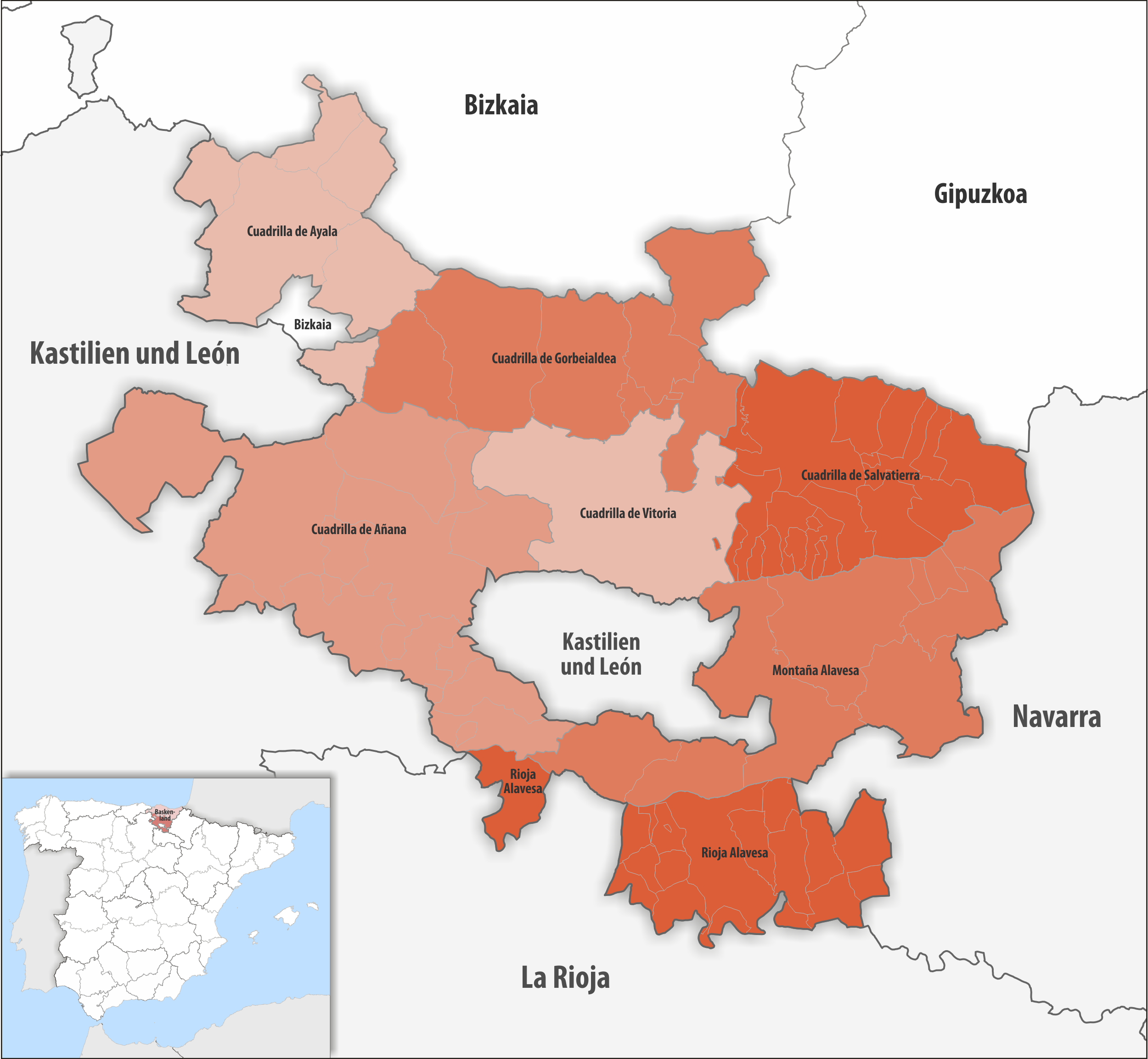
Comarcas in der Provinz Álava

| Comarca                  | Gemeinden | Einwohner (2024) | Fläche km² | Dichte Einw./km² | Hauptort                    |
| ------------------------ | --------- | ---------------- | ---------- | ---------------- | --------------------------- |
| Cuadrilla de Añana       | 10        | 9.605            | 718,56     | 13               | Ribera Baja/Erribera Beitia |
| Cuadrilla de Ayala       | 5         | 34.304           | 332,14     | 103              | Ayala (Aiara)               |
| Cuadrilla de Gorbeialdea | 6         | 10.192           | 462,00     | 22               | Zuia                        |
| Cuadrilla de Salvatierra | 8         | 12.725           | 396,64     | 32               | Agurain                     |
| Cuadrilla de Vitoria     | 1         | 257.968          | 276,98     | 931              | Vitoria-Gasteiz             |
| Montaña Alavesa          | 6         | 3.139            | 535,45     | 6                | Campezo/Kanpezu             |
| Rioja Alavesa            | 15        | 11.204           | 315,68     | 35               | Laguardia                   |
| Provinz Araba/Álava      | 51        | 339.137          | 3.037,45   | 112              | Vitoria-Gasteiz             |

## Provinz Bizkaia

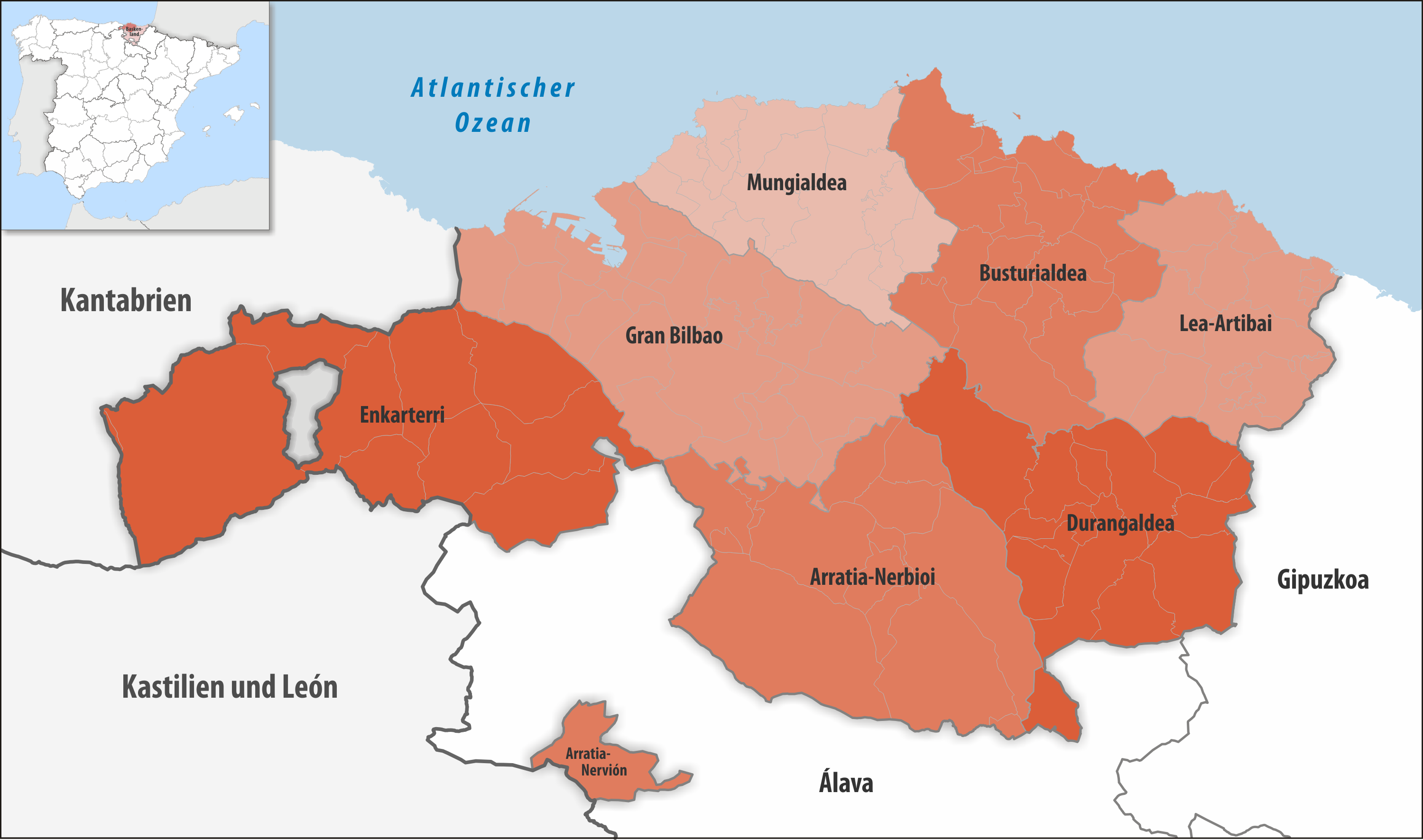
Comarcas in der Provinz Bizkaia

| Comarca         | Gemeinden | Einwohner (2024) | Fläche km² | Dichte Einw./km² | Hauptort           |
| --------------- | --------- | ---------------- | ---------- | ---------------- | ------------------ |
| Arratia-Nerbioi | 15        | 27.673           | 420,58     | 66               | Igorre             |
| Busturialdea    | 20        | 46.659           | 281,50     | 166              | Bermeo und Gernika |
| Durangaldea     | 14        | 96.673           | 297,36     | 325              | Durango            |
| Enkarterri      | 10        | 32.225           | 424,94     | 76               | Zalla              |
| Gran Bilbao     | 26        | 869.269          | 375,68     | 2.314            | Bilbao             |
| Lea-Artibai     | 12        | 25.620           | 206,25     | 124              | Markina-Xemein     |
| Mungialdea      | 15        | 62.014           | 209,47     | 296              | Mungia             |
| Provinz Bizkaia | 112       | 1.160.133        | 2.215,56   | 524              | Bilbao             |

## Provinz Gipuzkoa

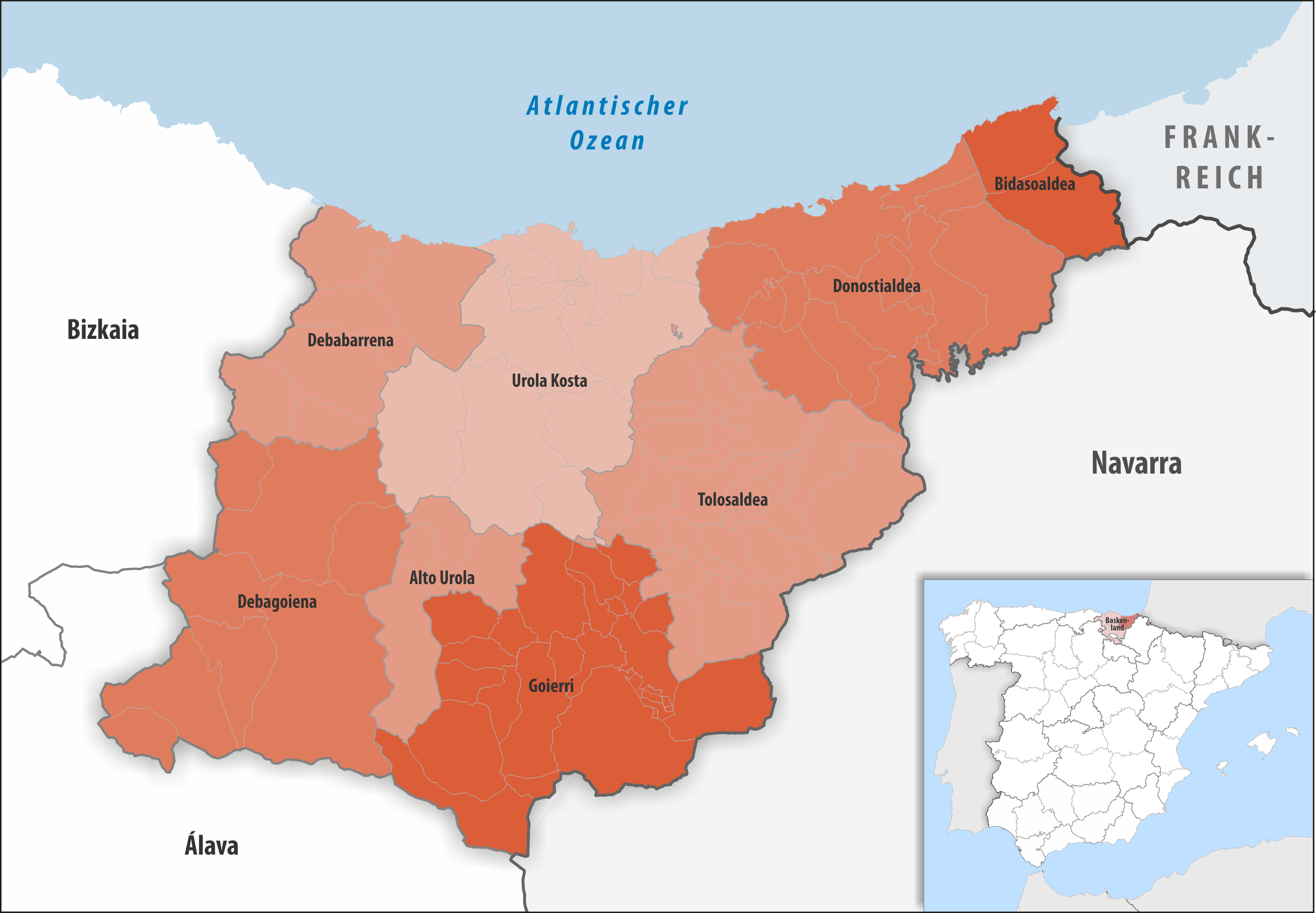
Comarcas in der Provinz Gipuzkoa

| Comarca          | Gemeinden | Einwohner (2024) | Fläche km² | Dichte Einw./km² | Hauptort               |
| ---------------- | --------- | ---------------- | ---------- | ---------------- | ---------------------- |
| Alto Urola       | 4         | 25.430           | 89,19      | 285              | Zumarraga              |
| Bidasoaldea      | 2         | 80.585           | 71,03      | 1.135            | Irun                   |
| Debabarrena      | 6         | 55.441           | 181,51     | 305              | Eibar                  |
| Debagoiena       | 8         | 62.975           | 342,84     | 184              | Arrasate               |
| Donostialdea     | 11        | 335.526          | 305,51     | 1.098            | Donostia-San Sebastián |
| Goierri          | 18        | 45.289           | 341,86     | 132              | Beasain                |
| Tolosaldea       | 28        | 48.853           | 323,24     | 151              | Tolosa                 |
| Urola Kosta      | 11        | 77.083           | 324,69     | 237              | Zarautz                |
| Provinz Gipuzkoa | 88        | 731.182          | 1.979,87   | 369              | Donostia-San Sebastián |